# Amanita rhopalopus
Amanita rhopalopus là một loài nấm thuộc chi Amanita trong họ Amanitaceae. Loài này được tìm thấy ở Bắc Mỹ.